# Ваггерюд (комуна)
Комуна Ваггерюд або Ваггерид (швед. Vaggeryds kommun) — адміністративно-територіальна одиниця місцевого самоврядування, що розташована в лені Єнчепінг у південній Швеції.
Ваггерид 134-а за величиною території комуна Швеції. Адміністративний центр комуни — міста Ваггерюд і Шіллінгарид.

## Населення
Населення становить 13 148 осіб (станом на вересень 2012 року). 
| Кількість населення комуни Ваггерюд за 1970-2010 роки | Кількість населення комуни Ваггерюд за 1970-2010 роки | Кількість населення комуни Ваггерюд за 1970-2010 роки | Кількість населення комуни Ваггерюд за 1970-2010 роки | Кількість населення комуни Ваггерюд за 1970-2010 роки |
| ----------------------------------------------------- | ----------------------------------------------------- | ----------------------------------------------------- | ----------------------------------------------------- | ----------------------------------------------------- |
| Рік                                                   |                                                       |                                                       | Населення                                             |                                                       |
| 1970                                                  | 1970                                                  |                                                       | 11 044                                                | 11 044                                                |
| 1975                                                  | 1975                                                  |                                                       | 11 355                                                | 11 355                                                |
| 1980                                                  | 1980                                                  |                                                       | 12 121                                                | 12 121                                                |
| 1985                                                  | 1985                                                  |                                                       | 12 070                                                | 12 070                                                |
| 1990                                                  | 1990                                                  |                                                       | 12 431                                                | 12 431                                                |
| 1995                                                  | 1995                                                  |                                                       | 12 425                                                | 12 425                                                |
| 2000                                                  | 2000                                                  |                                                       | 12 738                                                | 12 738                                                |
| 2005                                                  | 2005                                                  |                                                       | 12 665                                                | 12 665                                                |
| 2010                                                  | 2010                                                  |                                                       | 12 991                                                | 12 991                                                |
| Джерело: SCB                                          |                                                       |                                                       |                                                       |                                                       |

## Населені пункти
Комуні підпорядковано 4 міські поселення (tätort) та низка сільських, більші з яких:
- Ваггерюд (Vaggeryd)
- Шіллінгарюд (Skillingaryd)
- Клевсгульт (Klevshult)
- Гук (Hok)
- Бондсторп (Bondstorp)
- Свенарум (Svenarum)

## Галерея

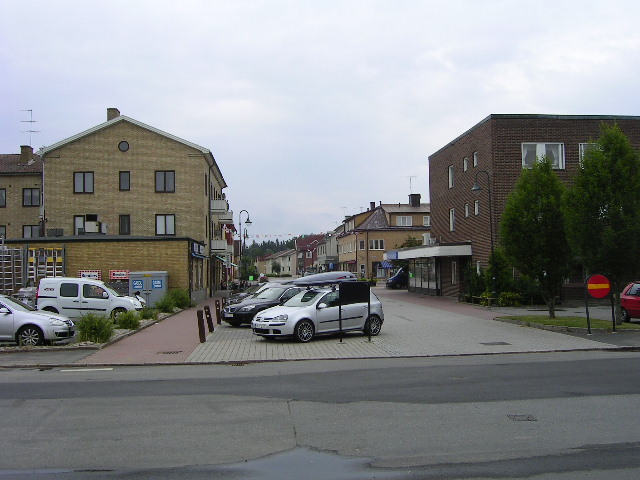
Ваггерюд
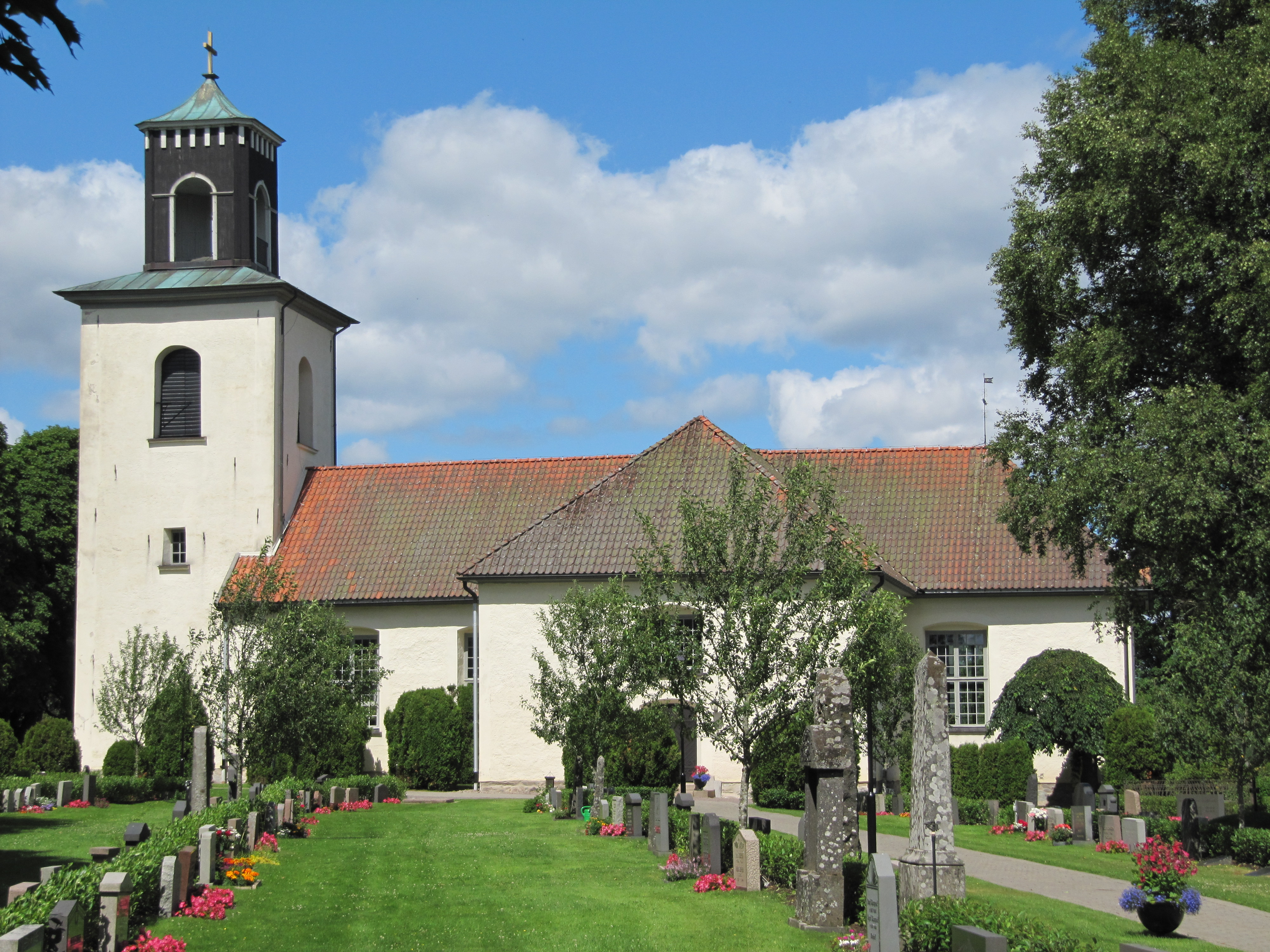
Церква (Свенарум)
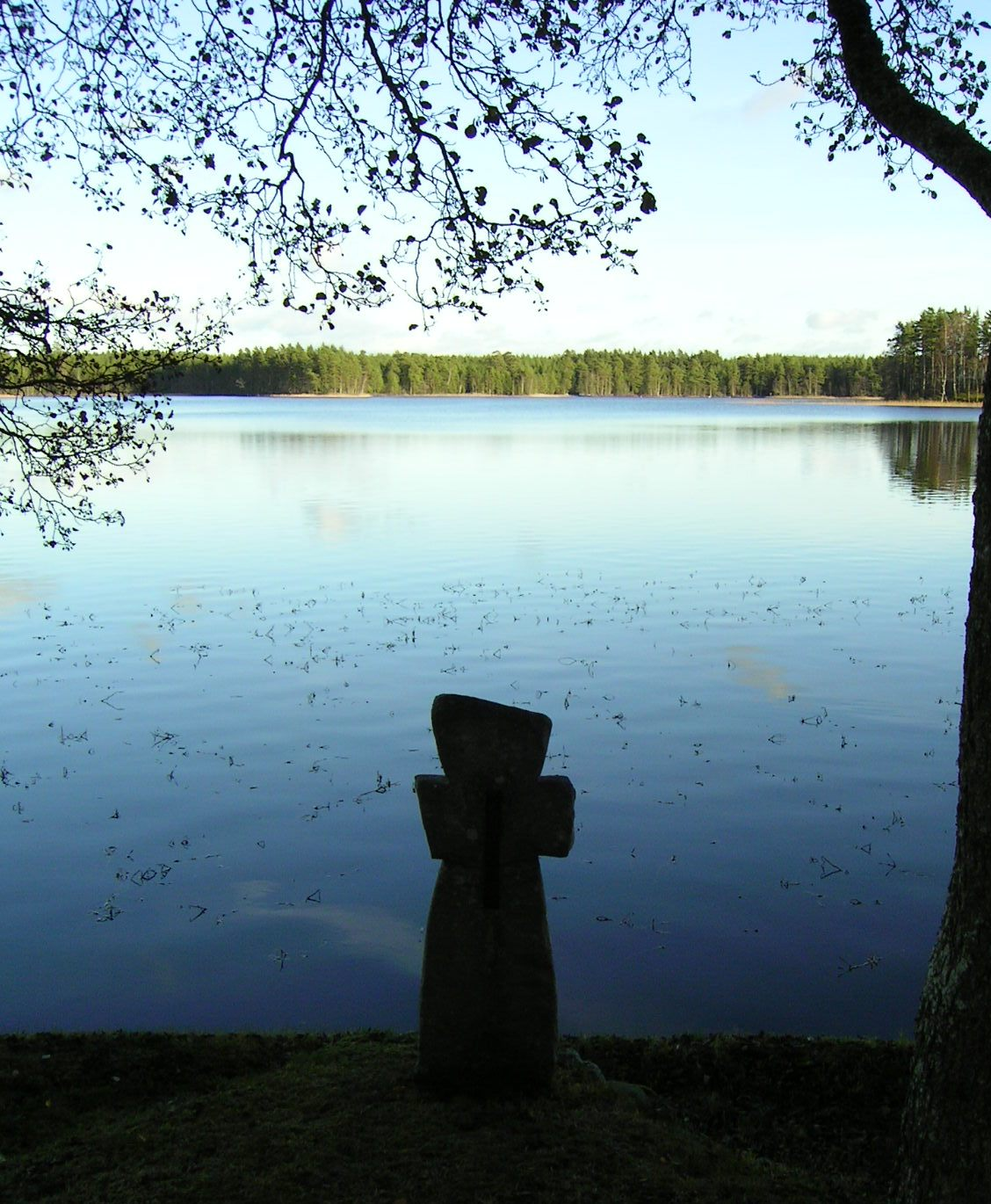
Озеро Фенген

## Виноски
1. ↑  Andersson P. Sveriges kommunindelning 1863-1993 — Mjölby: Draking, 1993. — 132 с. — ISBN 978-91-87784-05-7
2. ↑  Folkmangd i riket, lan och kommuner (шв.) . Центральне бюро статистики Швеції. Архів оригіналу за 20 серпня 2013. Процитовано 22 лютого 2013.